# Coryphaenoides lecointei
Coryphaenoides lecointei är en fiskart som först beskrevs av Dollo, 1900.  Coryphaenoides lecointei ingår i släktet Coryphaenoides och familjen skolästfiskar. Inga underarter finns listade i Catalogue of Life.